# هرمدس د سراتو
هرمدس د سراتو (به اسپانیایی: Hérmedes de Cerrato) یک شهرستان در اسپانیا است که در استان پالنسیا واقع شده‌است.

## خصوصیات
هرمدس د سراتو ۳۲ کیلومترمربع مساحت و ۱۲۲ نفر جمعیت دارد.